# Чернушка
Чернушка (на руски: Чернушка) е град, административен център на Чернушински район, Пермски край. Населението му към 1 януари 2018 година е 32 909 души.